# Fotbollsallsvenskan 2000
Fotbollsallsvenskan 2000 spelades som under perioden 8 april–4 november 2000, och vanns av Halmstads BK. Ett uppehåll gjordes under perioden 30 maj–4 juli, i samband med Sveriges deltagande vid Europamästerskapet i Belgien och Nederländerna.

## Förlopp
- Hela fem Göteborgslag deltog: IFK Göteborg, Örgryte IS, BK Häcken, Gais och Västra Frölunda IF.[1]
- En nyhet för den här säsongen var att bara det 12:e placerade laget i serien tvingades spela nedflyttningskval, detta på grund av att den nyskapade serien Superettan bestod av endast en serie och inte två regionalt indelade serier.
- Halmstads BK blev i egenskap av svenska mästare även sista lag att tilldelas von Rosens pokal. Från 2001 ersattes den av Lennart Johanssons pokal.[2][3]

## Tabeller

### Poängtabell
| Nr | Lag                  | S  | V  | O  | F  | GM | IM | MS  | P  |
| -- | -------------------- | -- | -- | -- | -- | -- | -- | --- | -- |
| 1  | Halmstads BK         | 26 | 16 | 4  | 6  | 47 | 24 | +23 | 52 |
| 2  | Helsingborgs IF (RM) | 26 | 14 | 4  | 8  | 51 | 30 | +21 | 46 |
| 3  | AIK                  | 26 | 13 | 6  | 7  | 38 | 30 | +8  | 45 |
| 4  | IFK Göteborg         | 26 | 12 | 8  | 6  | 46 | 33 | +13 | 44 |
| 5  | IF Elfsborg          | 26 | 13 | 4  | 9  | 43 | 37 | +6  | 43 |
| 6  | Trelleborgs FF       | 26 | 10 | 8  | 8  | 30 | 28 | +2  | 38 |
| 7  | Örgryte IS           | 26 | 11 | 4  | 11 | 32 | 32 | 0   | 37 |
| 8  | Hammarby IF          | 26 | 10 | 6  | 10 | 34 | 38 | −4  | 36 |
| 9  | IFK Norrköping       | 26 | 8  | 11 | 7  | 40 | 31 | +9  | 35 |
| 10 | Örebro SK            | 26 | 9  | 6  | 11 | 44 | 40 | +4  | 33 |
| 11 | GIF Sundsvall (U)    | 26 | 7  | 8  | 11 | 34 | 42 | −8  | 29 |
| 12 | BK Häcken (U)        | 26 | 4  | 13 | 9  | 40 | 52 | −12 | 25 |
| 13 | Gais (U)             | 26 | 4  | 8  | 14 | 26 | 43 | −17 | 20 |
| 14 | Västra Frölunda IF   | 26 | 3  | 6  | 17 | 17 | 62 | −45 | 15 |

### Resultattabell
| Hemma \ Borta      | AIK | BKH | GAIS | GIF | HBK | HAIF | HEIF | IFE | IFKG | IFKN | TFF | VF  | ÖSK | ÖIS |
| AIK                | —   | 1–1 | 3–1  | 2–1 | 1–0 | 1–0  | 3–2  | 1–1 | 0–1  | 1–1  | 1–0 | 3–0 | 1–2 | 0–1 |
| BK Häcken          | 2–2 | —   | 1–2  | 2–1 | 2–4 | 2–2  | 3–1  | 2–3 | 1–3  | 4–4  | 0–0 | 3–3 | 0–1 | 1–3 |
| Gais               | 1–2 | 1–1 | —    | 1–1 | 0–0 | 2–4  | 0–4  | 2–3 | 1–1  | 3–0  | 0–0 | 0–0 | 2–2 | 0–2 |
| GIF Sundsvall      | 1–1 | 3–3 | 2–1  | —   | 1–2 | 0–2  | 1–4  | 2–1 | 2–2  | 1–2  | 4–2 | 3–2 | 2–2 | 0–2 |
| Halmstads BK       | 4–0 | 4–1 | 1–0  | 2–2 | —   | 4–1  | 3–1  | 1–0 | 2–2  | 0–1  | 1–2 | 2–0 | 0–1 | 0–1 |
| Hammarby IF        | 0–2 | 0–0 | 2–1  | 0–1 | 2–4 | —    | 0–2  | 2–3 | 1–0  | 3–2  | 1–1 | 3–0 | 2–1 | 1–0 |
| Helsingborgs IF    | 1–4 | 2–2 | 2–0  | 0–1 | 1–0 | 0–0  | —    | 1–1 | 2–1  | 3–1  | 4–0 | 4–0 | 2–2 | 4–1 |
| IF Elfsborg        | 1–2 | 2–2 | 3–1  | 2–0 | 0–2 | 3–2  | 2–3  | —   | 3–0  | 1–1  | 1–0 | 3–1 | 2–1 | 4–1 |
| IFK Göteborg       | 2–2 | 6–2 | 3–2  | 1–0 | 1–2 | 3–1  | 2–1  | 1–0 | —    | 2–2  | 3–0 | 0–2 | 4–1 | 2–0 |
| IFK Norrköping     | 3–0 | 1–1 | 3–0  | 0–0 | 2–2 | 0–1  | 0–1  | 0–1 | 1–0  | —    | 0–0 | 3–1 | 2–1 | 1–1 |
| Trelleborgs FF     | 2–1 | 2–0 | 0–2  | 1–0 | 0–2 | 1–2  | 1–0  | 4–1 | 1–1  | 1–1  | —   | 3–0 | 3–0 | 1–1 |
| Västra Frölunda IF | 1–2 | 0–0 | 2–0  | 2–2 | 0–1 | 0–0  | 0–4  | 1–0 | 1–1  | 0–8  | 0–1 | —   | 0–4 | 1–3 |
| Örebro SK          | 1–0 | 1–2 | 0–2  | 2–3 | 1–2 | 4–1  | 0–2  | 3–0 | 2–2  | 1–1  | 2–2 | 6–0 | —   | 1–3 |
| Örgryte IS         | 0–2 | 0–2 | 1–1  | 1–0 | 1–2 | 1–1  | 2–0  | 1–2 | 1–2  | 2–0  | 0–2 | 3–0 | 0–2 | —   |

## Kval till Allsvenskan 2001
| Lag 1       | Totalt         | Lag 2     | Möte 1 | Möte 2     |
| Mjällby AIF | 5–5 (2–3 str.) | BK Häcken | 3–2    | 2–3 (e.f.) |

BK Häcken till Allsvenskan 2001.

## Skytteligan
| Rank | Spelare           | Lag             | Mål |
| ---- | ----------------- | --------------- | --- |
| 1    | Fredrik Berglund  | IF Elfsborg     | 18  |
| 2    | Marcus Allbäck    | Örgryte IS      | 16  |
| 3    | Gustaf Andersson  | IFK Göteborg    | 14  |
| 4    | Kaj Eskelinen     | Hammarby IF     | 12  |
| 4    | Álvaro Santos     | Helsingborgs IF | 12  |
| 6    | Tomas Rosenkvist  | IFK Göteborg    | 10  |
| 6    | Stefan Selaković  | Halmstads BK    | 10  |
| 6    | Rade Prica        | Helsingborgs IF | 10  |
| 6    | Niklas Skoog      | Örebro SK       | 10  |
| 6    | Mattias Flodström | IFK Norrköping  | 10  |
| 6    | Anders Svensson   | IF Elfsborg     | 10  |

## Publiksiffror
- Publiksnitt: 6 976[4]

### Högsta publiksiffror
- 34 004: AIK–Hammarby IF 1–0, Råsunda den 8 maj 2000
- 33 958: Hammarby IF–AIK 0–2, Råsunda den 21 september 2000
- 31 225: Gais–IFK Göteborg 1–1, Ullevi den 22 maj 2000
- 22 011: IFK Göteborg–Gais 3–2, Ullevi den 19 september 2000
- 20 650: AIK–IFK Göteborg 0–1, Råsunda den 30 juli 2000

### Lägsta publiksiffror
- 503: Västra Frölunda IF–Örebro SK 0–4, Ruddalens IP, 23 oktober 2000[5]

### Publiksnitt per lag
- 14 476: AIK
- 12 138: Hammarby IF
- 9 414: Helsingborgs IF
- 9 299: IFK Göteborg
- 7 626: IF Elfsborg
- 7 084: Gais
- 7 049: IFK Norrköping
- 6 957: Halmstads BK
- 6 922: Örebro SK
- 5 175: GIF Sundsvall
- 4713: Örgryte IS
- 2 661: BK Häcken
- 2 432: Trelleborgs FF
- 1 519: Västra Frölunda IF

## Svenska mästarna
Tränare: Tom Prahl
| Spelare            | Matcher | Mål |
| ------------------ | ------- | --- |
| Robert Andersson   | 26      | 9   |
| Fredrik Gustafson  | 26      | 1   |
| Fredrik Andersson  | 25      | 0   |
| Petter Hansson     | 25      | 4   |
| Tommy Jönsson      | 25      | 3   |
| Stefan Selakovic   | 25      | 10  |
| Michael Svensson   | 25      | 2   |
| Peter Lennartsson  | 22      | 1   |
| Håkan Svensson     | 22      | 0   |
| Torbjörn Arvidsson | 21      | 1   |
| Henrik Bertilsson  | 21      | 8   |
| Mikael Gustavsson  | 20      | 0   |
| Björn Carlsson     | 17      | 2   |
| Jeffrey Aubynn     | 14      | 2   |
| Mikael Nilsson     | 13      | 1   |
| Stefan Vennberg    | 11      | 0   |
| Conny Johansson    | 6       | 0   |
| Roger Nordstrand   | 4       | 0   |
| Joel Borgstrand    | 1       | 0   |

### Fotnoter
1. ↑  Erik Niva (26 maj 2003). ”Skånes sista chans” (på svenska). Sportbladet. https://www.aftonbladet.se/sportbladet/fotboll/a/J1QEeP/i-kvall-skanes-sista-chans. Läst 9 april 2020.
2. ↑  Mikael Bergling, Fredrik Nejman (3 november 2000). ”von Rosen var nazist” (på svenska). Sportbladet. http://wwwc.aftonbladet.se/sport/0011/03/vonrosen.html. Läst 14 juli 20210.
3. ↑  Petra Thorén (13 december 2000). ”SM-pokalen ska skrotas” (på svenska). Sportbladet. http://wwwc.aftonbladet.se/sport/0012/13/pokal.html. Läst 14 juli 2021.
4. ↑  ”Allsvenska skyttekungar och publiksnitt”. Svenska Fotbollförbundet. 10 mars 2004. https://www.svenskfotboll.se/serier-cuper/elitfotboll/historik-herr/skyttekungar--publiksnitt/. Läst 11 oktober 2011.
5. ↑  Jimmy Lindahl (10 mars 2004). ”Publiksiffror”. Bolletinen. http://www.bolletinen.se/sfs/allsvenskan/toppublik.pdf. Läst 11 oktober 2011.